# Cissus stipulata
Cissus stipulata é uma espécie de planta do gênero Cissus e da família Vitaceae.

## Taxonomia
A espécie foi descrita em 1829 por José Mariano de Conceição Vellozo.
O seguinte sinônimo já foi catalogado:
- Cissus macrocarpa  Dunaiski

## Forma de vida
É uma espécie terrícola e trepadeira. Tem folhas compostas.

## Conservação
A espécie faz parte da Lista Vermelha das espécies ameaçadas do estado do Espírito Santo, no sudeste do Brasil. A lista foi  publicada em 13 de junho de 2005 pelo Governo do Estado, por intermédio do Decreto nº 1.499-R.

## Distribuição
A espécie é endêmica do Brasil e encontrada nos estados brasileiros de Bahia, Espírito Santo, Minas Gerais, Paraná, Rio de Janeiro, Santa Catarina e São Paulo. A espécie é encontrada no domínio fitogeográfico de Mata Atlântica, em regiões com vegetação de floresta ombrófila pluvial e restinga.